# Friedrich Wilhelm Krug von Nidda
Friedrich Wilhelm Krug von Nidda (* 8. Mai 1704 in Berlin; † 25. Januar 1765 in Neustadt a. d. Dosse) war ein preußischer Kammergerichtsrat und Unternehmer.

## Leben
Friedrich Wilhelm Krug von Nidda war ein Sohn von Theodor Dietrich Christoph Krug von Nidda (1653–1719) und Catharina Sophia (1662–1706), einer Tochter des hessischen Hofrats Johann Christoph Lucan. Sein Vater hatte nach dem Besuch des Gymnasiums in Hersfeld ab 1670 in Marburg studiert, war 1677 Stadtphysikus in Schmalkalden, 1696 preußischer Ober-Bergdirektor in Rothenburg (Saale), Geheimer Rat und Ober-Berghautmann. 1704 erhielt er die preußische Adelsanerkennung.
Friedrich Wilhelm studierte die Rechte ab 1724 in Halle, wechselte 1727 nach Frankfurt (Oder) und war anschließend in Berlin juristisch tätig. Vorübergehend arbeitete er als Legationssekretär bei der Gesandtschaft in Ansbach, bekam vom ersten Gesandten und späteren Finanzrat F. C. Borstell ein gutes Zeugnis und bewarb sich 1729 um ein Amt als Kammergerichtsrat. Sein älterer Bruder Carl Ludwig (1686–1754), Kammergerichts- und Tribunalrat, sprach sich beim Justizminister für ihn aus und so wurde er 1730 zum Kammergerichtsrat befördert. Ab 1741 betrieb er die im Auftrag der Magdeburger Erz- und Schiefergewerkschaft erworbene Spiegelmanufaktur in Neustadt (Dosse) zu der auch die Niederlage in Berlin, in der Straße Friedrichs Werder am Canal (ab 1778 Unterwasserstraße) gehörte. 1743 wurde er zum Geheimen Rat ernannt und übernahm die Leitung des Salpeterwesens. Er folgte seinem verstorbenen Bruder Philipp Friedrich (1689–1743), der seit 1723 Kriegs- und Domänenrat und Ober-Bergrichter im Herzogtum Magdeburg war, als Mitglied der hallischen Kammerdeputation. Gleichzeitig blieb er Mitglied des Kammergerichts. Ab 1755 betrieb er die Spiegelmanufaktur auf eigene Kosten und sein Neffe, Samuel Philipp Ludwig Krug von Nidda (1728–1787), wurde Direktor der Magdeburger Erz- und Schiefergewerkschaft. An diesen fiel nach Friedrich Wilhelms Tod 1765 auch die Spiegelfabrik, die er 1769 an die Handelsfirma Schickler und Splitgerber verkaufte.